# Manfred Kurzer
Manfred Kurzer, né le 10 janvier 1970 à Berlin, est un tireur sportif allemand spécialiste des cibles mobile. Dans la vie civile, il est soldat sportif dans l'armée et vit à Francfort-sur-l'Oder.

## Carrière
Manfred Kurzer commence le tir sportif à l'âge de 14 ans et remporte son premier succès international à l'âge de 20 ans en 1990 quand il devient champion du monde à Moscou dans la discipline 10 mètres cible mobile. Il obtient aussi une médaille d'argent sur 50 m et de bronze sur 50 m mixte toujours en cible mobile.
Manfred Kurzer participe aux Jeux olympiques de 2004 à Athènes et remporte la médaille d'or dans l'épreuve de la cible mobile 10 mètres avec un score de 682.4 points. En 2000 sur cette même épreuve, il avait fini 6e.

## Palmarès

### Jeux olympiques
- Jeux olympiques de 2000 à Sydney
  - 10 mètres cible mobile : 6e
- Jeux olympiques de 2004 à Athènes
  - 10 mètres cible mobile :  Médaille d'or

### Championnats du monde
- Championnats du monde de 1990 à Moscou
  - 10 mètres cible mobile :  Médaille d'or (664 pts)
  - 50 mètres cible mobile :  Médaille d'argent devancé par Alexéi Poslov
  - 50 mètres mixte cible mobile :  Médaille de bronze
- Championnats du monde de 1994 à Milan
  - 10 mètres cible mobile :  Médaille d'or (676,3 pts)
- Championnats du monde de 2002 à Lahti
  - 10 mètres cible mobile : 6e